# 1. deild karla 1994
Mùa giải 1994 của 1. deild karla là mùa giải thứ 40 của bóng đá hạng hai ở Iceland.

## Bảng xếp hạng
| Vị thứ | Đội         | Số trận | Thắng | Hòa | Thua | Bàn thắng | Bàn thua | Hiệu số | Điểm | Ghi chú                     |
| ------ | ----------- | ------- | ----- | --- | ---- | --------- | -------- | ------- | ---- | --------------------------- |
| 1      | Grindavík   | 18      | 12    | 3   | 3    | 35        | 10       | +25     | 39   | Thăng hạng Úrvalsdeild 1995 |
| 2      | Leiftur     | 18      | 10    | 6   | 2    | 42        | 19       | +23     | 36   | Thăng hạng Úrvalsdeild 1995 |
| 3      | Fylkir      | 18      | 11    | 2   | 5    | 49        | 25       | +24     | 35   |                             |
| 4      | Þróttur R.  | 18      | 8     | 4   | 6    | 29        | 20       | +9      | 28   |                             |
| 5      | Víkingur R. | 18      | 8     | 3   | 7    | 32        | 31       | +1      | 27   |                             |
| 6      | HK          | 18      | 5     | 4   | 9    | 20        | 30       | -10     | 19   |                             |
| 7      | ÍR          | 18      | 5     | 4   | 9    | 22        | 38       | -16     | 19   |                             |
| 8      | KA          | 18      | 5     | 3   | 10   | 26        | 34       | -8      | 18   |                             |
| 9      | Selfoss     | 18      | 4     | 6   | 8    | 18        | 43       | -25     | 18   | Xuống hạng 2. deild 1995    |
| 10     | Þróttur N.  | 18      | 2     | 5   | 11   | 18        | 41       | -23     | 11   | Xuống hạng 2. deild 1995    |

## Danh sách ghi bàn
| Cầu thủ                | Số bàn thắng | Đội bóng    |
| ---------------------- | ------------ | ----------- |
| Kristinn Tómasson      | 14           | Fylkir      |
| Gunnar Már Másson      | 13           | Leiftur     |
| Grétar Einarsson       | 11           | Grindavík   |
| Óskar Óskarsson        | 10           | Víkingur R. |
| Aðalsteinn Víglundsson | 9            | Fylkir      |
| Pétur Björn Jónsson    | 9            | Leiftur     |
| Páll Guðmundsson       | 8            | Leiftur     |
| Sverrir Sverrisson     | 8            | Leiftur     |